# Senglar
El senglar (Sus scrofa) és un mamífer artiodàctil present a Europa, encara que també n'hi ha subespècies a Amèrica, Àfrica i Àsia. És de mida mitjana, amb un cap gros i allargat, amb ulls molt petits. El coll és gruixut i les potes són molt curtes, les del davant més llargues que les del darrere, a diferència del porc domèstic, que té més desenvolupada la part posterior del cos. En les representacions catòliques de l'edat mitjana, el senglar encarnava valors negatius.
Des del 1990, es coneixen fins a 16 subespècies, que es divideixen en quatre agrupacions regionals basades en l'alçada del crani i la longitud de l'os lacrimal. L'espècie viu en societats matriarcals formades per femelles interrelacionades i les seves cries (tant mascles com femelles). Els mascles completament grans solen ser solitaris fora de l' època de reproducció. El llop és el principal depredador del senglar en la major part de la seva distribució natural excepte a l'Extrem Orient i les Illes de Sonda Menor, on és substituït pel tigre i el drac de Komodo respectivament. El senglar té una llarga història d'associació amb els humans, havent estat l'avantpassat de la majoria de races de porcs domèstics i un animal de caça major durant mil·lennis. Els senglars també s'han tornat a hibridar en les últimes dècades amb porcs salvatges; aquests híbrids senglar-porc s'han convertit en un plaga greu a les Amèriques i Austràlia.

## Etimologia
El nom del porc senglar prové del llatí porcus singularis, que vol dir ‘porc solitari’, ‘porc que va sol’. Si bé és un animal molt sociable i en general conviu amb altres elements de la seva espècie, l'adjectiu singularis es refereix al fet que no forma part de la comunitat humana, com el porc domèstic.
Una falsa etimologia fa derivar el nom del fet que menja aglans.
Altres noms són porc senglar, porc salvatge, porc fer, javalí o porc javalí.

## Subespècies

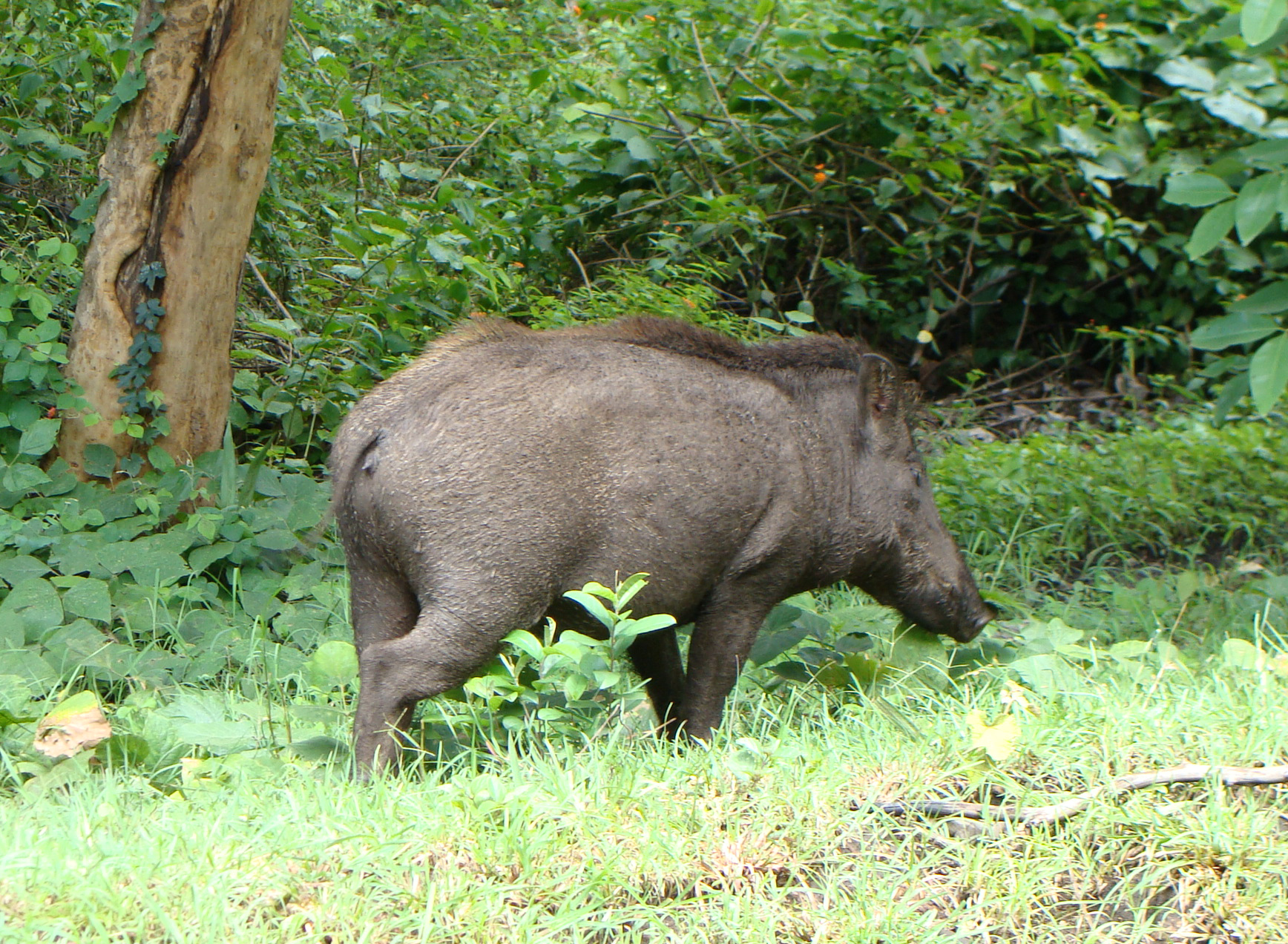
Sus scrofa cristatus en un parc nacional de Tamil Nadu

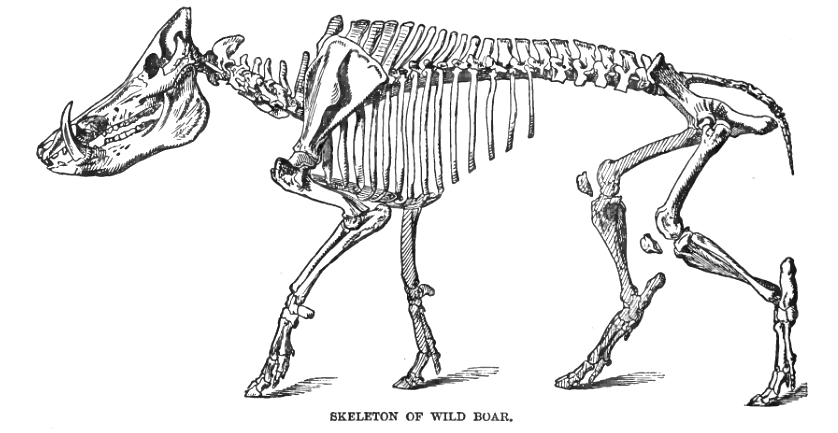
Dibuix d'un esquelet de senglar

- Sus scrofa castilianus, a la major part de la península Ibèrica, incloent-hi Catalunya i el País Valencià (no hi ha senglars a les Balears).[12] Té el pelatge format per cerres i borra. Té un major dimensió corporal i un pelatge més clar i espès.
- Sus scrofa baeticus, a Andalusia i el sud de la península Ibèrica.[12] Té solament cerres, és més petit que l'anterior, amb menys pèl i més negre.
- Sus scrofa scrofa, la subespècie més comuna i estesa, la seva distribució original va de França fins a la part europea de Rússia; ha estat introduïda a Suècia, Noruega, els Estats Units, l'Argentina i el Canadà.[13]
- Sus scrofa meridionalis: una subespècie petita pròpia de Sardenya.
- Sus scrofa majori; subespècie de petita grandària, però amb un crani més alt i ample, és pròpia d'Itàlia central i meridional, des que, el 1950, es va introduir S. s. scrofa.
- Sus scrofa attila: una subespècie molt grossa que habita Romania, Hongria, Transsilvània, i al Caucas fins a la mar Càspia, se suposa que el senglar d'Ucraïna, Turquia i de l'Iran pertany a aquesta subespècie.
- Sus scrofa ussuricus: subespècie pròpia del nord de l'Àsia i del Japó.
- Sus scrofa cristatus: subespècie d'Anatòlia i de l'Índia.
- Sus scrofa vittatus: subespècie pròpia d'Indonèsia.
- Sus scrofa taivanus: subespècie de Taiwan.

El porc domèstic és considerat amb freqüència una subespècie més: Sus scrofa domestica.

## Morfometria
- Longitud del cos: 120 cm
- Longitud de la cua: 22 cm
- Alçada fins a la creu: 65 cm

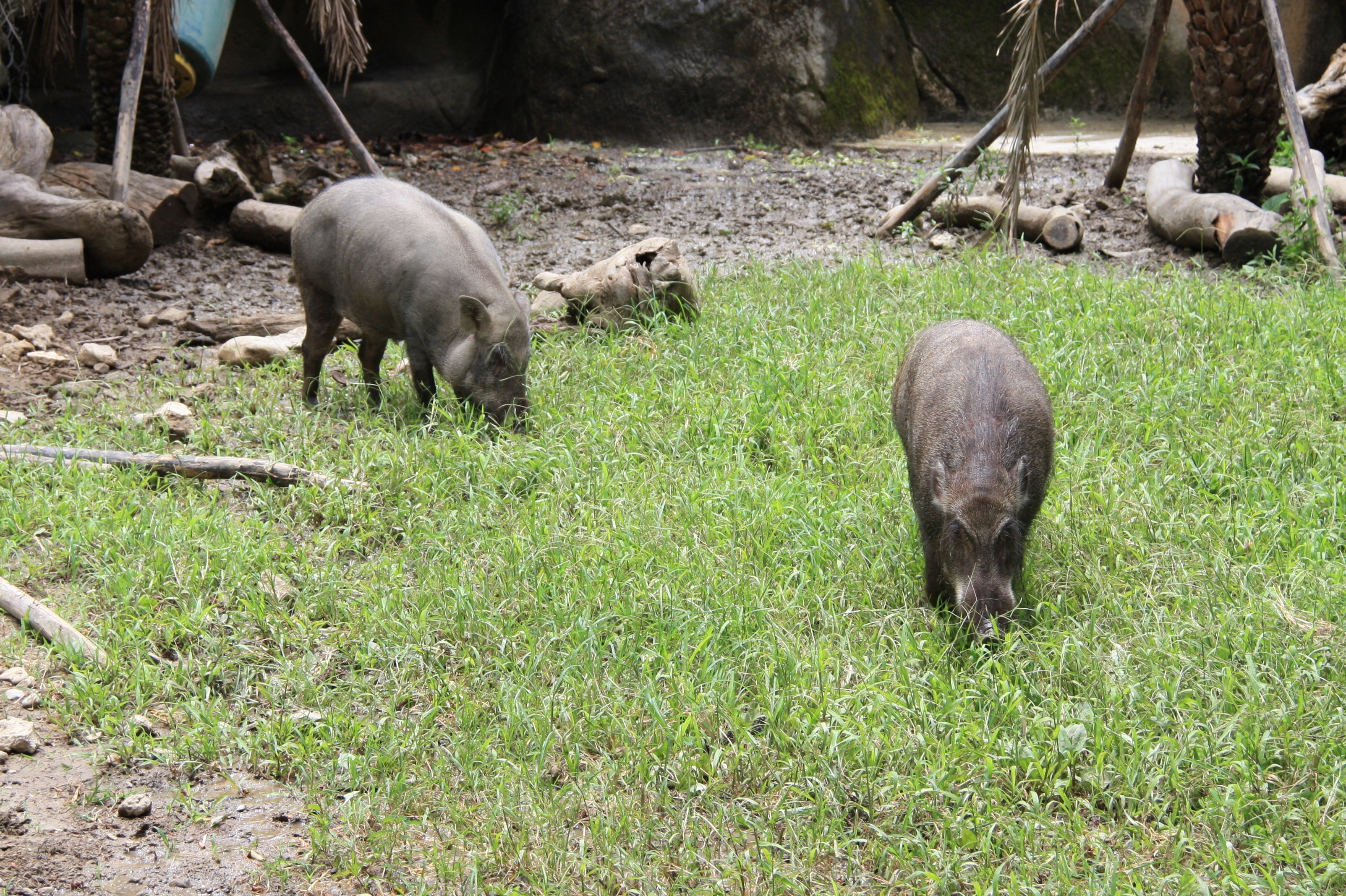
Subespècie de Taiwan

- Pes: els mascles entre 70 i 90 kg (excepcionalment fins a 150), les femelles entre 40 i 65 kg.

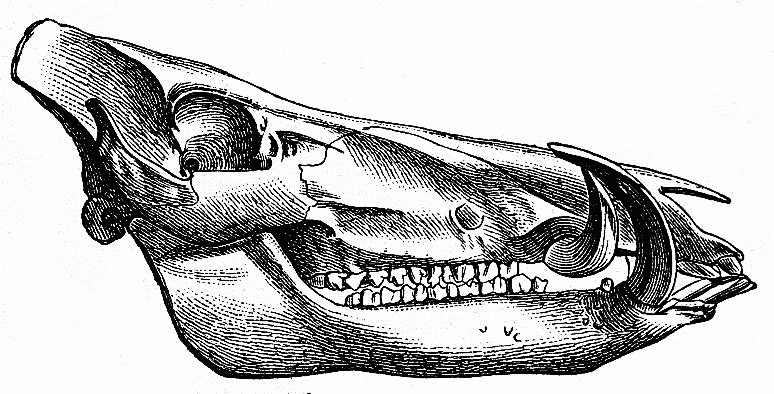
Dibuix d'un crani de senglar

El senglar és un mamífer de mida mitjana amb un cap allargat i gros i d'ulls molt petits. El coll és ample i les potes molt curtes, això accentua la forma arrodonida de l'animal. És major l'alçada dels quarts davanters que els posteriors, a diferència del porc domèstic, que per selecció artificial ha desenvolupat més la part posterior del cos, on es localitzen les peces que arriben a un major preu al mercat de la carn.
El senglar compensa la seva poca visió amb un important desenvolupament de l'olfacte, que li permet detectar aliment, com ara tòfones o vegetals i animals sota terra, o fins i tot enemics a més de 100 metres de distància. L'oïda està també molt ben desenvolupada i pot captar sons imperceptibles per a nosaltres.
Els seus pèls són gruixuts i negres, amb una llargada d'entre 10 i 13 mm a la creu i uns 16 mm a la punta de la cua. El color del pelatge és molt variable i va des de colors grisencs a negre fosc, passant per colors rogencs i marrons. Les potes i el contorn del musell són més negres que la resta del cos. La crinera que recorre el llom a partir del front, s'eriça en cas de còlera. La muda del pelatge ocorre entre maig i juny, encara que la femella amb cries muda més tard. A l'estiu els flocs són més curts.

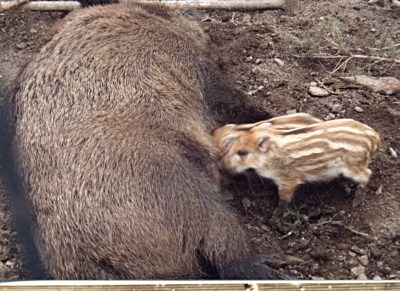
Cries de senglar

Les cries neixen amb unes característiques ratlles longitudinals al llarg del cos, el que els ha donat el nom de ratllades o llistons. Posteriorment, aquestes desapareixen al llarg dels primers mesos de vida i el seu pelatge s'enfosqueix, i passen al vermell quan tenen un any i al marró o negre en els exemplars adults.

## Hàbitat
El senglar s'adapta a tota mena d'hàbitats sempre que disposi d'una mínima cobertura i aliments, encara que prefereix els llocs amb una vegetació alta on poder-se camuflar i abundi l'aigua per a beure i rebolcar-se en el llot i fang. Els seus hàbitats predilectes són els alzinars i els massissos forestals caducifolis o mixtes, sobretot si estan poc visitats i el seu nivell inferior és ric en matolls, i plantes punxoses on pugui rebolcar-se en sec a recés del vent. També se'l troba a la màquia i maresmes, sense oblidar les àrees de cultiu, sempre que mantenguin una mínima cobertura arbòria o arbustiva on refugiar-se. En cas necessari, neda sense dificultats i durant molt de temps. Suporta fàcilment els rigors de l'hivern gràcies al seu pelatge i dura capa de pell; cosa que li permet residir a les zones altes i mitjanes de muntanyes durant l'hivern si disposa d'aliments.

### Plaga de senglars a Catalunya i el País Valencià
En absència de depredadors naturals com el llop, i amb la disminució de ramats, el fàcil accés a aliments en conreus i escombraries en fan créixer el nombre. A Catalunya i el País Valencià s'han convertit en una plaga que malmet conreus i provoca nombrosos accidents de trànsit. Per a controlar-ne la població, es fan batudes de caça i s'usen sistemes anticonceptius i altres sistemes.

## Etologia

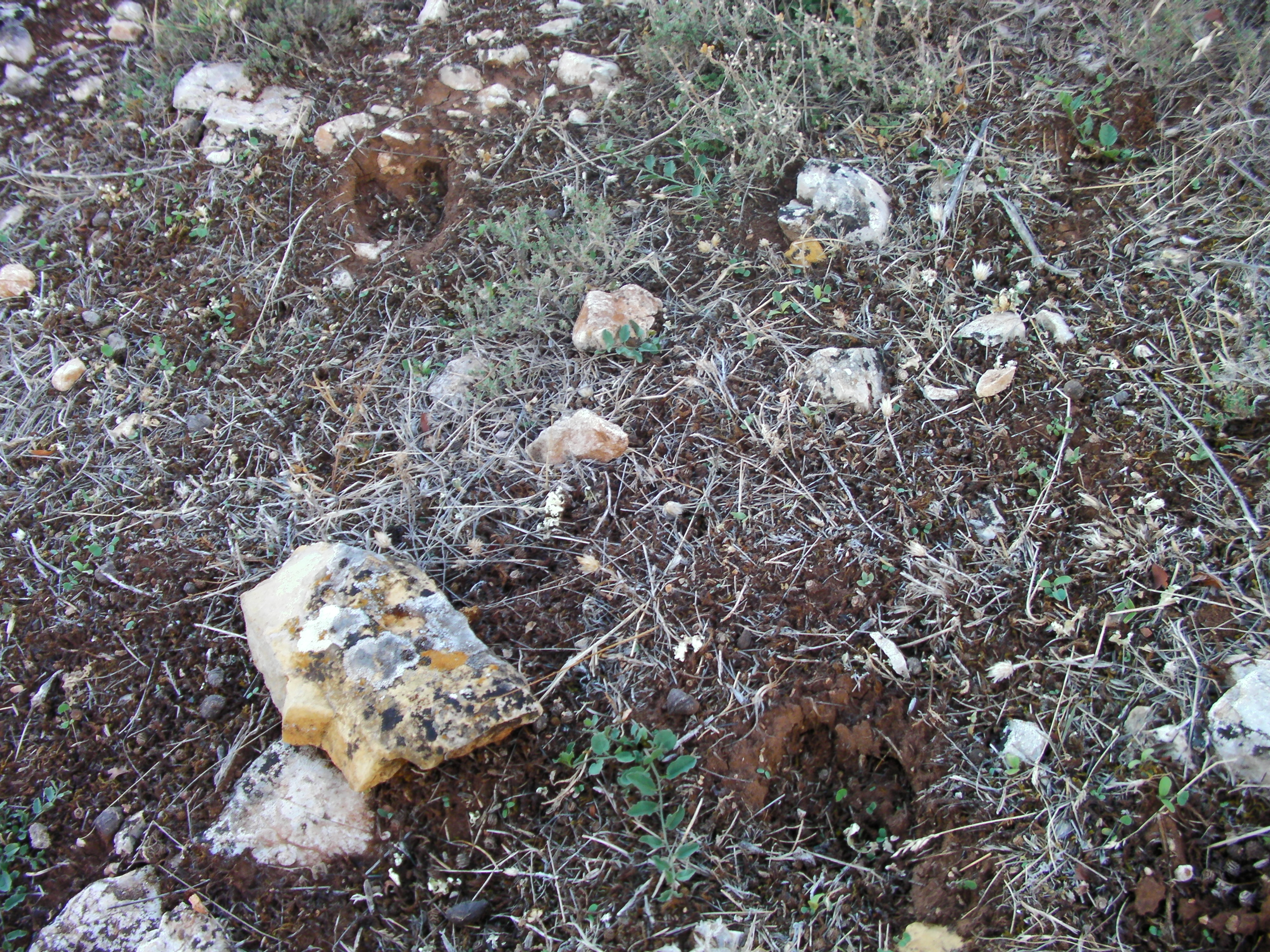
Petjades de senglar

El senglar és de comportament molt sociable, no és molt territorial, i es desplaça en grups matriarcals, normalment de tres a cinc animals formats per femelles i les seves cries, anomenades ratllades, llistons o raions, amb ratlles al pelatge, encara que de tant en tant es poden veure grups superiors als vint individus. La femella del senglar dominant és la de major edat i grandària. Els joves mascles d'un any, de color rogenc, viuen a la perifèria del grup. Exceptuant el període de zel, els mascles en edat reproductora són més aviat solitaris, tot i que els individus més grossos solen anar acompanyats per un mascle més jove.
El senglar durant el dia és normalment sedentari, però durant la nit pot recórrer distàncies considerables, entre 2 i 14 km per nit, normalment al pas creuat o al trot lleuger (J. Reichholf, 1995), mentre que en les fugides pot practicar un viu galop, que, no obstant això, només pot mantenir durant un curt període.
Al bosc utilitza gairebé sempre els mateixos passatges per les seves corregudes, però en el cas de les femelles prenyades o amb cries, es tornen més sedentàries.
Durant el període de zel, de novembre a gener, el senglar mascle busca femelles receptives d'una manera tan activa que de vegades arriba a oblidar-se de la seva pròpia alimentació. Quan troba una bandada comença expulsant els joves de l'any anterior. En cas necessari, lluita contra els seus rivals per conquistar les femelles, generalment dues o tres, i a vegades fins a vuit.
La gestació dura uns tres mesos, tres setmanes i tres dies (gairebé quatre mesos). El nombre de porcells per cria pot variar per diferents motius (l'alimentari és el principal), poden tenir de tres a vuit porcells.

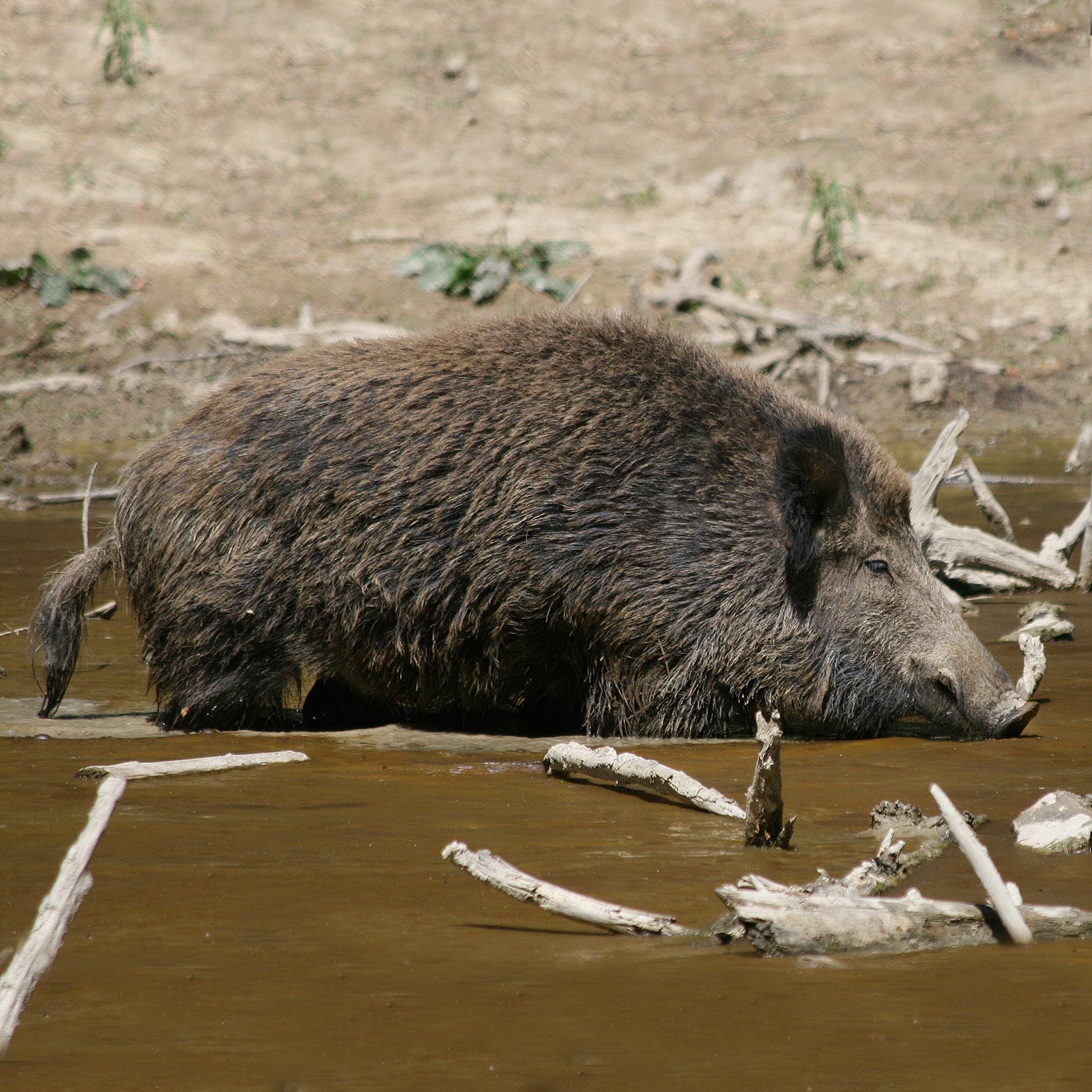
Senglar prenent un bany de fang

Els banys de fang tenen un important paper en l'ecologia de l'espècie, i es considera que tenen diverses funcions. Asseguren la seva regulació tèrmica, ja que el senglar no sua perquè té les glàndules sudorípares atrofiades. De la mateixa manera s'ha considerat que els banys de fang tenen un paper crucial en les relacions socials de l'espècie, i fins i tot s'ha descrit un paper en la selecció sexual, de manera que si mentre a l'estiu usen els banys de fang tots els senglars, sense distincions de sexe ni edat, durant l'època de zel semblen reservades gairebé exclusivament als mascles adults, de manera que s'ha considerat que aquests banys poden estar lligats a la persistència de les olors corporals sobre un substrat estable com el que proporciona una capa de fang adherida al cos (fins i tot per perdre rastres amb els gossos de caça), sense oblidar les funcions de marca territorial, i sobretot sanitàries que tenen per a l'espècie els banys de fang.
Al Brasil és una espècie invasora que afecta la fauna nativa i destrueix les collites.

## Aspectes culturals
El senglar té en moltes cultures indoeuropees un alt simbolisme pel seu lligam al bosc. Ocupava un paper central entre els gals, ja que la seva caça s'associava amb la lluita entre el món terrenal i el diví. Aquest paper és recollit paròdicament en els còmics d'Astèrix, on Obèlix passa gran part del seu temps buscant-ne o menjant-ne.
El senglar de Calidó és un dels monstres de la mitologia grega i la seva ferocitat pot estar a l'origen de la transformació en símbol negatiu pels cristians medievals. Gullinbursti és un senglar de la mitologia escandinava que participa parcialment d'aquestes connotacions.
És un dels avatars de Vixnu i al Japó simbolitza la valentia. Amb el mateix sentit apareix com a símbol als escuts heràldics, ja des dels emblemes de les legions romanes.

## Gastronomia
La cuina de caça és una opció sostenible i d'equilibri ecològic que s'ha fet al llarg de la història, la carn de senglar ja era consumida pels nostres avantpassats. Ara, es vol revalorar una carn, que s'havia deixat molt de banda. Segons Toni Massanés, director de la Fundació Alícia, cal valorar la carn de senglar perquè «és una de les més completes» nutricionalment. Entre altres propietats, té poc greix, ferro i vitamines del grup B, «però el que més interessa del senglar és que la majoria de greixos que conté són àcids grassos oleics de bona qualitat».

## Depredadors
Els depredadors que tenen els senglars són, des d'Europa i Asia, l'humà, el llop, el cuó, l'os bru, l'os del Tibet, el tigre, el lleopard, la pantera de les neus, el linx, el golut, el cocodril i el dragó de Komodo. Des de petits i grans son depredats.